# Bergmiris
Bergmiris is een geslacht van wantsen uit de familie van de Miridae (Blindwantsen). Het geslacht werd voor het eerst wetenschappelijk beschreven door José Cândido de Melo Carvalho in 1984.

## Soorten
Het genus bevat de volgende soorten:

- Bergmiris egregius (Berg, 1883)
- Bergmiris minusculus (Carvalho & Carpintero, 1990)